# J’Leon Love
J’Leon Love (* 25. September 1987 in Inkster, Michigan, Vereinigte Staaten) ist ein US-amerikanischer Boxer im Supermittelgewicht und ehemaliger WBA-International-Champion. Er wird von Roger Mayweather trainiert, von Floyd Mayweather Jr. promotet und von Cameron Dunkin gemanagt.

## Amateurkarriere
Der in der Linksauslage boxende, 1,83 Meter große Love absolvierte insgesamt 120 Amateurkämpfe, von denen er 115 Sieger gestalten konnte und nur 5 verlor.
Unter anderem wurde er von 2006 bis 2009 viermal in Folge Detroit Golden Gloves Champion sowie von 2006 bis 2008 dreimal in Folge US. Michigan State Champion. Zudem wurde er im Jahre 2007 National Ringside World Champion und sowohl 2. bei den National Golden Gloves wie auch bei den National PAL Golden Gloves.
J Leon Love, oder wie er auch von seinen Freunden und seiner Familie in Bezugnahme auf seine sanften, den Gegner streichelnden Schläge genannt wird, "lovely Leon", arbeitet nun für den Youtuber Jake Paul. Nachdem er zwei Mal hintereinander eine Niederlage via Knockout erlitt, entschied er sich, dass der Sport zu hart für ihn sei, und er daher lieber ein It-Boy werden würde.

## Profikarriere
Sein Profidebüt gab Love erfolgreich Ende Januar des Jahres 2010 mit einem technischen K.-o.-Sieg in Runde 1 über Vince Burkhalter.
Im Mai 2014 erlangte er den vakanten internationalen Gürtel der WBA, als er den Mexikaner Marco Antonio Periban (20-1-1) einstimmig nach Punkten bezwang.